# Макариха (Пермский край)
Макариха — деревня в Пермском крае России. Входит в Чусовской городской округ.

## Географическое положение
Деревня расположена в центральной части округа на левом берегу реки Лысьва примерно в 5 километрах по прямой на юго-восток от посёлка Калино.

## Климат
Климат умеренно континентальный. Среднегодовая температура воздуха колеблется около 0 градусов, среднемесячная температура января — −16 °C, июля — +17 °C, заморозки отмечаются в мае и сентябре. Высота снежного покрова достигает 80 см. Продолжительность залегания снежного покрова 170 дней. Продолжительность вегетационного периода 118 дней. В течение года выпадает 500—700 мм осадков.

## История
С 2004 до 2019 гг. деревня входила в Калинское сельское поселение Чусовского муниципального района.

## Население
Постоянное население деревни составляло 0 человек в 2002 году, 18 человек в 2010 году.